# かの人や月
『かの人や月』（かのひとやつき）はいくえみ綾による日本の少女漫画作品。漫画雑誌『別冊マーガレット』（集英社）で2003年7月号から2005年7月号に連載されていた。全3巻。

## あらすじ
平凡な日常を送る拡大家族の羽上家。そんな羽上家の長男・長女・次女を取り巻く人間模様を描く。

## 登場人物
羽上ひろの
本作の主人公。羽上家の長女。18歳の大学一年生。趣味は散歩。特技は、動物の気持ちがちょっとわかること。
羽上顕
羽上家の長男。22歳の会社員。趣味は読書と、人の揚げ足取りをすること。特技は、苦手がないことだが、あくまで自称。
羽上ほのか
羽上家の次女。16歳の高校二年生。趣味は心理分析。特技は笑ってごまかすこと。
羽上元春
ひろのたちの父。47歳。工場勤務。
羽上光恵
ひろのたちの母。45歳。
羽上春夫
ひろのたちの祖父。82歳。
羽上スエ
ひろのたちの祖母。78歳。
深町新（ふかまち あらた）
ひろのと同じ大学に通う東北出身の男子学生。ひろのに思いを寄せており、後にひろのの彼氏となる。照れ屋な父親と、愛想の良い母親を持つ。ひろのにとって「世界を広げてくれる」大切な存在となる。
赤井隼人（あかい はやと）
ほのかの恋人で、男子高校一年生。両親が海外赴任のためにマンションで一人暮らしを始めたが、そのマンションが火事で焼けてしまい、羽上家に同居することになる。
昆野（こんの）
ひろのの同級生で、大の動物好き。率直な言動で誤解を受けやすいが、良い子。
花川沙織（はなかわ さおり）
顕に想いを寄せる会社の同僚。高校時代の同級生でもあるのだが、顕の記憶には皆無。顕に誘いを断られた2日後に、傷心の末マンション7階自室ベランダから転落死。
西尾ゆかり（にしお）
花川の高校時代の手芸部後輩で、短大も職場も一緒で、仲の良い先輩後輩だった。顕に思いを寄せている。
広谷空見（ひろや くみ）
深町の実家の隣に住む高校３年生。深町がひろのを連れて正月に里帰りした際、ずっと二人に付いて回る。深町のことを「わたしの18年間のすべて」というほど好きだった。
金子うらら（かねこ）
岡田建設事務所の社員であり、羽上家のリフォーム担当。長身の個性的な女性で、後に顕と個人的な付き合いを始める。
コマル
羽上家の飼い犬。3歳。
ポセイドン
羽上家の飼い猫。13歳。

## 所収
- 第1巻 2004年1月23日発行、ISBN 4088477073
- 第2巻 2005年1月25日発行、ISBN 4088478215
- 第3巻 2005年10月25日発行、ISBN 4088460014